# Luigi Scrosati
Luigi Scrosati (Milan, 21 juin 1815 - Milan, 1869) est un peintre italien de peintures florales, qui fut actif au XIXe siècle.

## Biographie
Luigi Scrosati est un autodidacte qui a débuté dans l'entreprise de vitraux artistiques des frères Bertini, puis il travailla comme décorateur autononome (fresques) dans les plus prestigieux chantiers des années 1850 comme les palais milanais de Litta de Vedano al Lambro, la Villa Ghirlanda à Cinisello, le palais Serbelloni et le cabinet dantesque de Gian Giacomo Poldi Pezzoli.
Après 1857, Luigi Scrosati a produit de nombreuses peintures de figures, de genre et de natures mortes florales à l'aquarelle, en se relançant en tant que peintre à chevalet à la suite d'une grave maladie paralysant ses membres inférieurs. 
Ses toiles sont dominées par une peinture à touches avec une luminosité chatoyante ajournant le genre des peintures floréales de l'école de Lyon. Ainsi il innova un nouveau genre pictural qui lui valut en 1863 la chaire de décoration à l'Académie de Brera à Milan.   
Divers tableaux de sa composition sont visibles au musée Museo Poldi Pezzoli à Milan.

## Principales œuvres
- Ave Maria, huile sur carton de 31 cm × 22 cm.
- Nature morte (1863), huile de 74,50 cm × 59 cm.
- Fleurs (1869), huile sur carton de 18 cm × 13,50 cm.
- Portrait de femme avec fleurs, huile sur toile de 65 cm × 52 cm.
- Intérieur d'église (1856), aquarelle de 48 cm × 36 cm.
- Vendeur ambulant (1855), aquarelle de 46 cm × 28 cm.
- Violette en médaillon (1861), aquarelle DE 32 cm × 23 cm.
- Vase de fleurs, huile sur tablette de 37,5 cm × 22,5 cm.
- Scène avec figures, huile sur carton de 21 cm × 15 cm.
- Seau en cuivre avec fleurs (1866), 78 cm × 127 cm, collection privée, Milan.